# Journée des droits de l'homme
La Journée des droits de l'homme est la journée célébrée chaque année partout dans le monde le 10 décembre.

## Histoire
La date a été choisie pour honorer l'adoption par l'Assemblée générale des Nations unies et de la proclamation le 10 décembre 1948 de la Déclaration universelle des droits de l'homme.
La création officielle de cette journée remonte à la 317e séance plénière de l'Assemblée générale le 4 décembre 1950, lorsque l'Assemblée générale a déclaré la résolution 423(V), en invitant tous les États membres et toutes autres organisations intéressées à célébrer la journée comme ils l'entendent .